# 26 km (obwód leningradzki)
26 km (ros. 26 км) – przystanek kolejowy w miejscowości Kuźminka, w rejonie wsiewołożskim, w obwodzie leningradzkim, w Rosji. Położony jest na linii z petersburskiego Dworca Ładoskiego do Gor, przy przerzuconym nad Newą Moście Kuźmińskim.